# Sus al-Aksa
Sus al-Aqsa o Sus (àrab: سوس, Sūs; amazic: ⵙⵓⵙ, Sus) és una regió del sud del Marroc formada per una plana sensiblement triangular d'uns 200 km de llarg i entre 40 i 100 d'ample. La superfície és de 20.000 km². Té el Gran Atles al nord i l'Antiatles al sud i el seu vèrtex és a la unió de les dues serralades. El país està creuat pel uadi Sus, que li dona nom: Sus al-Aqsa vol dir ‘el Sus Extrem’, en el sentit de darrera província marroquina.

## Clima
El clima és semiàrid amb una pluja de menys de 250 mm. Rarament plou entre abril i octubre; l'únic riu que porta aigua generalment és el uadi Sus però els seus afluents només en porten al temps de pluja. La napa freàtica però, permet desenvolupar cultius, i els pous són nombrosos, especialment al sud de Tarudant, al territori dels hawwara, i entre el uadi Sus i Tiznit, al territori dels Shtuka. Al uadi Massa es va construir un embassament el 1973. Una cinquena part de la terra estava en cultiu a finals del segle xx, i es produeix orgue a l'hivern, i moresc a l'estiu. Hi ha figueres, oliveres i granades. Al uadi Sus hi ha modernes granges amb reg automàtic, i es produeixen tomaques i altre llegums. A les zones de bosc s'explota l'argània del fruit de la qual es fa oli alimentari.

## Ciutats principals
Les ciutats principals són Tarudant a l'interior i Agadir a la costa. Avui dia la segona supera molt a la primera, la capital regional tradicional (el 1982 tenia 110.000 habitants i 160.000 l'àrea metropolitana, mentre que Tarudant en tenia 36.000). Agadir va patir un terratrèmol que va causar 15.000 morts el 29 de febrer de 1960. Tarudant és de fundació antiga (data imprecisa) i fou capital generalment del Sus encara que de vegades va fer aquestes funcions Igli. Una altra ciutat destacada fou Tiznit fundada per Muley Hasan el 1882 (o almenys engrandida i emmurallada el 1882) que està a 87 km al sud d'Agadir i a 20 de la costa; tenia 23.000 habitants el 1982.

## Llengua
Els habitants del Sus parlen un dialecte amazic del grup tashelhayt, però els arabòfons són cada cop més nombrosos. L'emigració de gent del Sus a les grans ciutats del Marroc i a França i altres llocs d'Europa ha desarrelat molta gent.

## Història
Inicialment es va dir Sus al-Aksa no sols al país del uadi Sus sinó també a les muntanyes cap a l'Hawz de Marràqueix, la regió del Draa i el Tafilalt. El territori fou conquerit i islamitzat per Habib ibn Abi Ubayda, net de Uqba ibn Nafi, el 735. Va passar als idríssides i a la mort d'Idris II, en la partició dels dominis, va correspondre al seu fill Abd Allah ibn Idris que també va rebre el massís del Gran Atles (amb Aghmat i Nafis).
En temps dels almoràvits fou ocupat per aquestos; el 1059 el general Abu Bakr ibn Umar va ocupar Massat i Tarudant i el 1085 la província es va sotmetre a Yússuf ibn Taixfín però l'autoritat almoràvit mai fou gaire sòlida. Després, al temps dels almohades, el Sus i la plana de Marràqueix fou el centre d'oposició a l'expansió del nou moviment fora del Gran Atles. Baggu, fill del sobirà almoràvit Alí ibn Yússuf, va organitzar la resistència i fins al 1140-1141 l'almohade Abd-al-Mumin ibn Alí no va poder dominar la regió. Sota el regne d'Abu-Hafs Úmar al-Murtada (1248-1266) el Sus fou teatre d'una revolta de gran volada dirigida per Ali ibn Yaddar, un antic alt càrrec almohade que es volia forjar un regne independent al Sus i va obtenir el suport de les tribus àrabs Dhabi Hasan i Shabbanat (del grup dels Makil) establertes entre Tlemcen i el Rif; va aconseguir durant algun temps enfrontar amb èxit al governador almohade de Tarudant però finalment va acabar derrotat pel príncep almohade Abu Dabbus, que va recuperar gran part de la província (1266) amb suport dels benimerins i va entrar a Tizakht i Tiyunwin. Però a la caiguda dels almohades (1268) el regne del Sus va poder subsistir més o menys enfront dels primers sultans marínides fins que Abu-l-Hàssan Alí ibn Uthman (1331-1348) hi va posar final definitiu.
Va pertànyer llavors als marínides, i després del període d'anarquia entre 1465 i 1472, als wattàsides. El 1504 els portuguesos van arribar a territori del Sus, desembarcant a Agadir on van fundar la fortalesa de Santa Cruz, un dels millors ports de la costa atlàntica i amb un important rerepaís. Els habitants de la regió els van combatre i van fundar un ribat a la vora de la fortalesa de Santa Cruz. Entre la costa i Tarudant es va estendre una zawiya que va agafar la direcció de la gihad: la zawiya de Tedsi (o Tadsi), que fou l'embrió de la dinastia sadita originada en xorfes hasanites vinguts de l'Hedjaz i establerts a la vall del uadi Draa a Tagmaddart, i que després havien emigrat al Sus i a Tedsi on van arrelar; el cap de la zawiya, Sidi Barakat ibn Muhammad ibn Abu Bakr al-Tadsi, va adonar suport com a cap de la lluita al xorfa Muhàmmad ibn Abd al-Rahman (la genealogia no és clara, apareix com a fill d'Abd al-Rahman i com a fill de Muhammad ibn Abd al-Rahman; la repetició del nom Muhàmmad ha originat aquesta confusió) i fou proclamat sultà al Sus vers 1510.
A la seva mort el 1517 els seus dos fills Àhmad al-Àraj (1517-1544 +1557) i Mahàmmad (I) aix-Xaykh (1544-1557) van seguir els seus passos; el primer va agafar el títol de rei del Sus i es va instal·lar a Tarudant; el 1541 va expulsar els portuguesos d'Agadir. Muhàmmad aix-Xaiykh va estendre el cultiu del sucre al Sus. Sota el fill d'aquest darrer, Àhmad al-Mansur (1578–1603) el Sus va adquirir prosperitat; soldats del Sus formaven la guarnició de Marràqueix i les relacions entre aquesta i la província eren fluides; però a la mort d'al-Mansur el 1603 l'anarquia no va trigar a arribar; Zaydan Abu-l-Maali (1607–1627) va establir la seva autoritat al Sus però al cap d'un temps la regió va quedar en mans del rebel Abu l-Hasan Ali al-Samlali conegut com a Abu Hassun, aliat per un temps al xerif filàlida de Tafilalt (Sigilmasa); caiguts els sadites definitivament el 1628 a Fes i el 1659 a Marràqueix, Abu Hassun va defensar el Sus contra els alauites de Sigilmasa.
El fill d'Abu Hussun, Abu Abd Allah Muhammad, que va succeir al seu pare a la mort d'aquest, va pactar amb el sultà Mulay al-Rashid (1666-1672), però aquest finalment va atacar el Sus i el 1670 hi va fer una expedició que es va apoderar de la fortalesa d'Iligh i l'any següent els habitants del Sus es van sotmetre al sultà; aquesta submissió no devia durar gaire doncs el 1677 el nou sultà Mulay Ismail (1672-1727) va fer una nova expedició al Sus, i encara una altra el 1682. Finalment el Sus va quedar pacificat i el 1727, quan Ismail va repartir el seu regne entre alguns dels seus fills, va donar el Sus a Muhammad al-Alim amb capital a Tarudant; però el príncep només prendre possessió es va revoltar. Aquesta situació es va reproduir en gairebé totes les successions de sultans alauites. Destaquen les campanyes que van haver de fer Abd Allah ben Ismail (1729-1734) el 1734, i Mulay Sulayman (1795-1822) el 1802, i les més importants: les de Mulay Hassan I (1873-1894) el 1882 i el 1886, la primera cap a Tiznit a causa del fet que la regió estava en mans de la zawiya d'Iligh, derivada de la zawiya de Sidi Ahmad al-Musa de Tazerwal a 25 km al sud-est de Tiznit. A la mort de Muley Hasan es va revoltar al Sus, amb capital a Tarudant, al-Hiba, que s'hi va mantenir fins a l'ocupació del país per les forces del makhzen (govern) el 1913. El domini total només es va aconseguir sota protectorat francès, vers 1930.